# Maxim Gaudette
Maxim Gaudette (* 8. Juni 1974 in Sherbrooke, Québec) ist ein kanadischer Schauspieler.

## Leben
Gaudette wurde 1974 als Sohn des Eishockeyspielers André Gaudette in Sherbrooke geboren. Er absolvierte bis 1997 eine Schauspielausbildung am Conservatoire d'art dramatique de Montréal.
Unter der Regie von Denis Villeneuve spielte er 2009 in Polytechnique den Frauenhasser Marc Lépine, den Täter des Amoklaufs an der Polytechnischen Hochschule Montréal. Für diese Rolle wurde er mit dem Genie Award und dem Prix Jutra, jeweils als bester Nebendarsteller ausgezeichnet.
2010 arbeitete Gaudette erneut mit Denis Villeneuve für das Drama Die Frau, die singt zusammen, in dem er die Rolle des Simon Marwan verkörperte.
Neben seinen Film- und Fernsehprojekten tritt Gaudette weiter regelmäßig am Theater auf.
Gaudette ist mit der Schauspielerin Larissa Corriveau liiert. Im April 2019 kam ihre Tochter zur Welt. Gaudette hat aus einer früheren Beziehung zudem zwei Söhne.

## Filmografie (Auswahl)
- 1998: 2 secondes
- 2000: Les fantômes des Trois Madeleine
- 2004: L'Espérance
- 2006: Cheech
- 2006: Sans elle
- 2006: Lance et compte: La revanche (Fernsehserie, 10 Episoden)
- 2007: Les 3 p'tits cochons
- 2008: Le grand départ
- 2009: Polytechnique
- 2010: Die Frau, die singt (Incendies)
- 2010: Lance et compte
- 2013: Lac Mystère
- 2015: Les êtres chers
- 2015: Mes ennemis
- 2016: Blue Moon (Fernsehserie, 3 Episoden)
- 2016: 9
- 2016: District 31 (Fernsehserie, 4 Episoden)
- 2017: L'Imposteur (Fernsehserie, 7 Episoden)
- 2018: Le jeu (Fernsehserie, 10 Episoden)
- 2019: En audition avec Simon (Fernsehserie, 1 Episode)
- 2021: Hygiène sociale
- 2021: Hitman Confessions (Confessions)

## Auszeichnungen (Auswahl)
- 2010: Genie Award in der Kategorie Bester Nebendarsteller[3]
- 2010: Prix Jutra in der Kategorie Bester Nebendarsteller[7]